# Villa Cavezzali Gabba
La villa Cavezzali Gabba è una villa neoclassica posta nel centro abitato di Tormo, frazione del comune italiano di Crespiatica.

## Storia
La villa fu costruita dal 1836 al 1845 su progetto dell'architetto Gaetano Manfredini, su incarico della famiglia Cavezzali, proprietaria fin dalla metà del XVIII secolo del villaggio di Tormo e delle terre circostanti.
Con il progressivo declino economico della famiglia la villa entrò in uno stato di abbandono; nel 1917 venne acquistata dal senatore Carlo Francesco Gabba che diede avvio a lavori di restauro.

## Caratteristiche

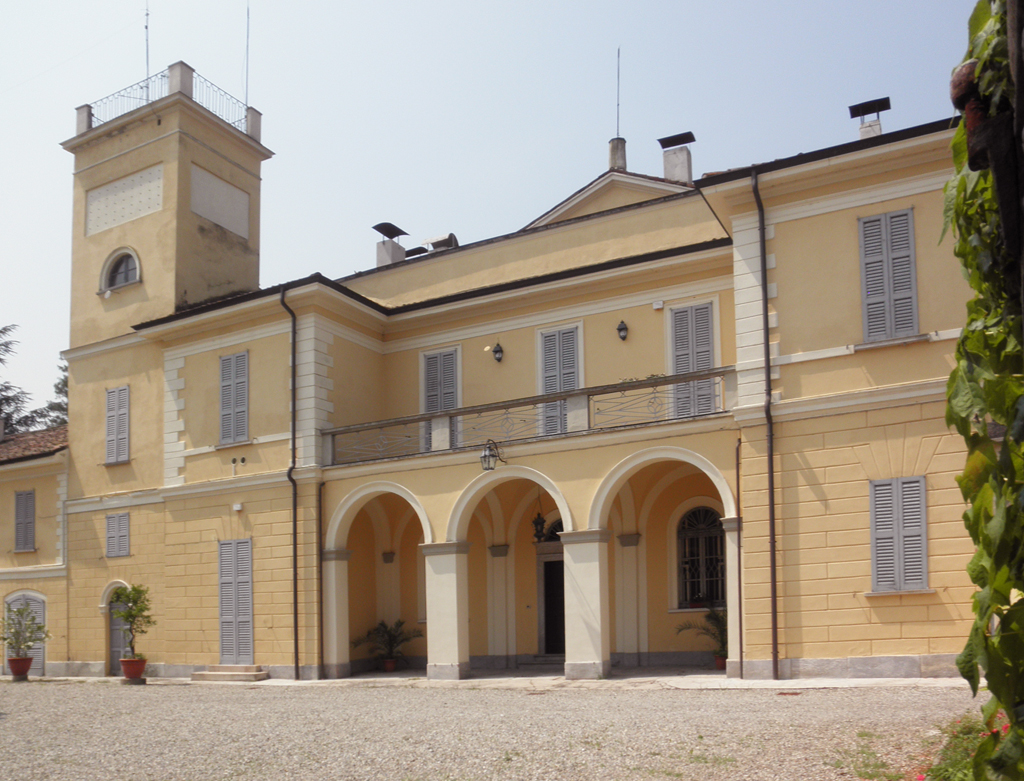
La facciata retrostante

La villa, che conta due piani, ha una pianta ad «U» con le ali minori raccordate da un portico a tre archi che sostiene un terrazzo accessibile dal primo piano. A sinistra della villa è posta una dépendance ad un solo piano; i due edifici sono uniti da una torre-belvedere.
Il giardino, disegnato all'inglese, si estende a nord e a est della villa, ed è delimitato a nord dal fiume Tormo. A sud della villa vi sono alcuni edifici agricoli.
La facciata principale, neoclassica e dominata da un frontone, è posta a nord e guarda sul giardino; la facciata secondaria, a sud, si apre sul cortile e fronteggia gli edifici agricoli, anch'essi in parte ornati da elementi architettonici neoclassici.
Gli interni sono ornati da affreschi di Pietro Ferrabini; vi si conservano anche quadri di Pelagio Palagi, di Carlo Arienti e di Francesco Hayez di proprietà della famiglia Gabba.
Immediatamente ad ovest della villa sorge l'oratorio, anch'esso in stile neoclassico.

### Fonti
- Santino Langé, Ville della provincia di Milano. Lombardia 4, Milano, SISAR, 1972,  pp. 353-354, ISBN non esistente, SBN MIL0194097.
- Francesco Süss, Le ville del territorio milanese. Aspetti storici e architettonici, Milano, Silvana Editoriale, 1988, ISBN 88-366-0229-0.

### Testi di approfondimento
- Giuseppe Agnelli e Armando Novasconi, La villa Cavezzali-Gabba. Monografia storico-artistica, Lodi, Banca popolare di Lodi, 1953, ISBN non esistente, SBN LO11036436.